# Chris Mosier
Chris Mosier (Chicago, 1980) és un triatleta i activista transgènere estatunidenc. Va començar la seva carrera esportiva en competicions femenines i el 2010 va iniciar la transició. El 2015 va obtenir un plaça en l'equip masculí dels EUA en la categoria de duatló de velocitat per al Campionat Mundial de 2016. D'aquesta manera, es va convertir en el primer atleta obertament transgènere a unir-se a un equip nacional dels Estats Units amb un gènere diferent a l'assignat en néixer.
Si bé va ser qualificat, Mosier no tenia clara la seva elegibilitat per competir el duatló en grup del Campionat Mundial organitzat a Espanya el juny de 2016 a causa de la política del Comitè Olímpic Internacional (COI) sobre la participació d'atletes transgènere, amb les disposicions específiques del Consens de Estocolm de 2004. El 2015 Mosier va desafiar aquesta política i va aconseguir que es creesin i adaptessin noves directrius del COI per a la participació d'atletes transgènere.
Mosier va començar a competir en triatló el 2009 en categoria de dones. El 2010 Mosier es va definir públicament com un home transgènere a la revista The Advocate després de competir la seva primera cursa masculina. El 2011 Mosier va aparèixer a The New York Times abans de competir a la Triatló Nàutica de Nova York, una cursa que havia competit en els dos anys anteriors en la classificació femenina.
El 2016 Mosier va ser triat com el primer atleta obertament transgènere en ser presentat al "Body Issue" de la revista ESPN The Magazine. També va ser el primer atleta transgènere en aparèixer en un anunci de Nike.